# Liste der Monuments historiques in Guilligomarc’h
Die Liste der Monuments historiques in Guilligomarc’h führt die Monuments historiques in der französischen Gemeinde Guilligomarc’h auf.

## Liste der Bauwerke
| Bezeichnung                     | Beschreibung | Standort | Kennzeichnung | Schutzstatus | Datum | Bild |
| ------------------------------- | ------------ | -------- | ------------- | ------------ | ----- | ---- |
| Kapelle Notre-Dame-de-la-Clarté |              | (Lage)   | PA29000091    | Inscrit      | 2015  |      |